# أولغا أدجراديجكايا
أولغا أدجراديجكايا (من مواليد 1982) هي لاعب كرة يد كازاخستانية. ولدت في كيزيلوردا. شاركت في دورة الألعاب الأولمبية الصيفية 2008 في بكين حيث احتل المنتخب الكازاخستاني المركز العاشر.

## روابط خارجية
- أولغا أدجراديجكايا على موقع أوليمبيديا (الإنجليزية)